# مزققة أليفة الخشب
مزققة أليفة الخشب (الاسم العلمي:Ascobolus xylophilus) هي نوع من الفطريات تتبع جنس المزققة من الفصيلة المزققية.